# 1985年飓风艾琳娜
飓风艾琳娜（英語：Hurricane Elena）是一场于1985年8月末到9月初对美国墨西哥湾中部沿岸地区产生重大影响的热带气旋。这场飓风在劳动节周末期间对多个热门旅游景点构成威胁，由于其行踪动向飘忽不定，气象部门的预测准确度很低，因此引发了空前程度的撤离行动。风暴在佛罗里达州西南部到路易斯安那州东部之间地区肆虐，给这些地区的财产和环境造成严重破坏，另外还有多个州受到影响。艾琳娜于8月28日在古巴附近发展形成，以纵向经过该岛期间没有造成什么影响，接下来系统进入墨西哥湾并继续增强。起初的预测认为气旋将袭击美国墨西哥湾中部沿海地区，但飓风却于8月30日出人意料地调头向东，其移动速度在佛罗里达州锡达礁以西约80公里海域减缓。气象部门又预计风暴会继续东进穿越佛罗里达州，但艾琳娜却又调头朝西，最终于9月2日以三级的大型飓风强度从密西西比州比洛克西附近登陆。风暴登陆后迅速减弱，于9月4日消散。
飓风出人意料地数次改变前进方向，导致美国的撤离人数创下和平时期的新纪录。根据气象部门预测的风暴位置，各地政府官员多次发出疏散建议或强制撤离令，墨西哥湾沿岸部分地区的大量居民和游客在几天的时间里被迫两次从所在地区离开。单佛罗里达州就有约125万人逃离，整个地区的撤离人数达到近200万。防灾准备工作总体上进行得井然有序，但风暴避难所包括住宿在内的各种资源都已捉襟见肘，许多灾民试图无视政府的撤离令返回家园。多个地区收到了热带气旋警告，气象部门在风暴来袭数天前就特别强调了其巨大破坏力。
艾琳娜在佛罗里达州西部近海缓慢移动，导致了严重的海滩侵蚀，许多沿海建筑、道路和海塘受损，特别是那些老旧失修的建筑物。包括锡达礁和多格岛在内的多个岛屿以及沿海地区所受破坏最为严重，飓风还在内陆催生了多场龙卷风，对移动房屋和社区构成破坏。这场飓风对阿巴拉契科拉湾的牡蛎产业造成了灾难性的打击，导致大量牡蛎死亡，其赖以生存的许多珊瑚礁也被摧毁，数以千计的工人因此失业。阿拉巴马州的多芬岛经受了时速高达210公里的阵风和强烈风暴潮的摧残，该岛是受这场风暴破坏最为严重的地区之一，有成百上千的房屋受损或被毁。阿拉巴马州的其他沿海地区也遭受了程度相当可观的破坏，该州和密西西比州内陆的美洲山核桃和大豆作物受到沉重打击。
密西西比州有超过1.3万套房屋受损，约200套被彻底摧毁。该州与亚拉巴马州边界上包括帕斯卡古拉在内的多个城市暂时封闭，许多民宅、学校和企业经受了大范围破坏，杰克逊县戈蒂埃与外界的联系完全中断。格尔夫波特地区的破坏程度明显因多场龙卷风而加剧，但这些龙卷风的存在没有得到证实。远至路易斯安那州东部的部分地区都受到了风害的影响。共计有9人因飓风遇难，其中德克萨斯州有两人被离岸流卷走，佛罗里达州3人，路易斯安那州2人，阿肯色州1人，还有一人是在墨西哥湾因事故丧生。全美的经济损失总额达到13亿美元（1985年美元，相当于2025年的38億美元），有55万人受到停电的影响。艾琳娜过去后，美国总统罗纳德·里根宣布阿拉巴马州、密西西比州和佛罗里达州部分地区成为联邦灾区，当地灾民因此可以获得临时住房和财政援助。由于风暴造成了重大损失，其名称“艾琳娜”因此从大西洋风暴命名名单上退役，以后永远都不会再在北大西洋热带气旋命名时使用。

## 气象历史
1985年8月23日，一股东风波离开非洲西海岸，以高达每小时56公里的速度迅速穿越大西洋。如此之快的行进速度，加上一片异常强烈撒哈拉空气层的不利影响，令东风波在连续数天里都无法发展成热带气旋。由于北面一片强烈的副热带高压脊影响，这股东风波迅速朝北美洲逼近并开始表现出发展迹象。到了协调世界时8月28日凌晨0点，这片扰动天气在向风海峡上空发展成热带低气压。低气压开始向西北偏西方向进入古巴上空，虽然登陆通常意味着热带气旋将会减弱，但系统的中心气压却仍在继续降低，飓风猎人侦察机发现中心附近风力时速超过了80公里。为此，美国国家飓风中心于8月28日晚将位于古巴北部上空的低气压升级成热带风暴并取名“艾琳娜”（Elena）。
艾琳娜经哈瓦那北部进入墨西哥湾，然后在8月29日中午12点增强成一级飓风。气象部门对8月30日早上的转向气流进行分析后认为，这场飓风会继续向西北方向前进，在30小时内吹袭路易斯安那州新奥尔良到密西西比州比洛克西之间地区。然而，一片中到上层低压槽却从西北方向俯冲下来，在东向气流中形成一处薄弱环节，导致艾琳娜的前进速度大幅减缓并出现转向。大约在达到飓风强度24小时后，风暴因低压槽的影响突然向东转向，朝佛罗里达州西北部海岸飘移。接下来气象部门又预测低压槽会促使飓风穿越佛罗里达半岛进入大西洋，但由于低压槽强度相对较弱并且移动速度很快，其轴心越过了艾琳娜的中心，两个系统无法全面配合。除此以外，之后对水蒸气图像的分析表明飓风把低压槽分割成了两个不同的部分。

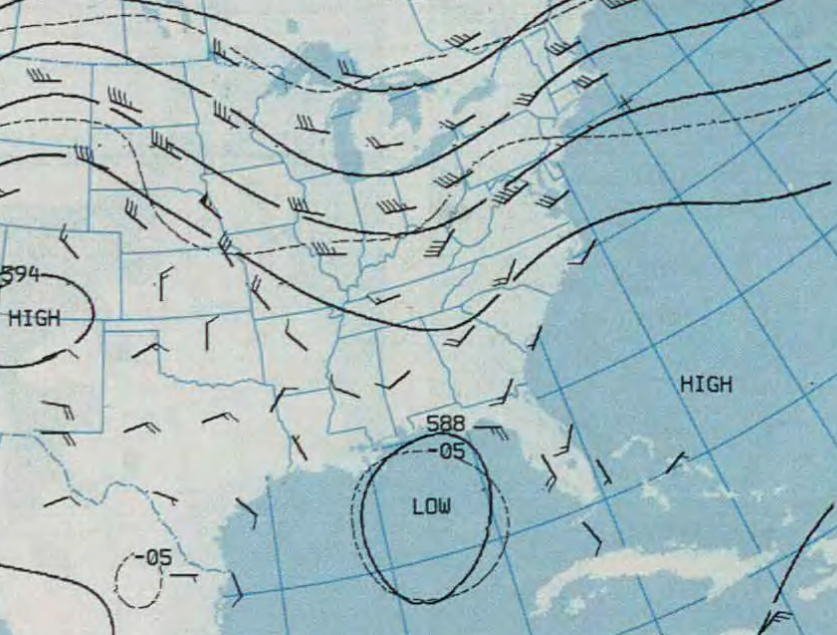
8月30日500毫巴层级的位势高度图表，飓风艾琳娜即图表下方位于墨西哥湾上空、接近圆形的等雨线，圈内还有“LOW”的字样（代表低气压），佛罗里达州以东洋面的“HIGH”字样代表高气压，正是这片高气压令风暴向西推进，袭击美国墨西哥湾中部沿岸地区，此外，令气旋向东行进的低压槽则内嵌在美国上空的气流中。

气象部门根据风暴向东推进的路径推算气旋将在佛罗里达州莱维县附近登陆:252。但在8月31日清晨经过一片上层天气系统后，转向气流变得非常微弱，艾琳娜在墨西哥湾最东北部近海几乎停止移动，气旋在距锡达礁仅80公里洋面经过，这也是该系统离佛罗里达州海岸最近的一次，这时其最大持续风速估计达到每小时170公里。艾琳娜在基本停止前进期间强度也保持不变，但再度移动后又开始增强。9月1日清晨，艾琳娜达到三级飓风强度，成为1985年大西洋飓风季的首场大型飓风。美国东部上空很快开始有一片高气压区形成，迫使飓风回转向西。9月1日的大部分时间里，风暴中心都位于佛罗里达州阿巴拉契科拉的雷达站探测范围内，让气象学家可以对风眼及其周围环绕的风眼墙进行深入研究。在这段观察期里，之前非常清晰的风眼开始被云层遮挡起来。
飓风加速向美国墨西哥湾中部沿岸地区进发，从佛罗里达州西北狭长地带掠过。9月1日下午，侦察机确认风暴达到每小时205公里的最高风速。9月2日早上，艾琳娜从东南偏东方向逼近密西西比州海岸，其强度仍然达到大型飓风标准。气旋从比洛克西附近登岸，这与气象部门在风暴刚离开古巴海域并转向前所做的第一次预测目标范围正好相同。进入陆地上空后，飓风迅速退化，仅登陆数小时后就已降级成热带风暴，其风眼也很快消失:17。系统在密西西比州和路易斯安那州上空蜿蜒行进，虽然强度不断降低，但仍在继续产生雷暴活动，给当地带去暴雨。艾琳娜在陆地上持续存在了数天之久，于9月4日退化成残留低气压区。9月5日，低气压区关联的云层结构变得混乱，于当晚在肯塔基州上空消散。

## 防灾措施
这场飓风的行踪飘忽不定，并且所威胁地区很多都是劳动节周末假期的热门旅游目的地，令墨西哥湾沿岸的防灾准备工作形势变得非常复杂:252。疏散措施和天气预报先后经过多次调整，以跟上艾琳娜的方向变化。从路易斯安那州摩根城到佛罗里达州萨拉索塔之间所有沿海地区都曾一度处于飓风警告生效状态。大部分墨西哥湾北部沿岸地区都分别在风暴朝两个不同方向前进期间处于飓风警告生效状态，居民和度假游客的撤离也出现了许多重叠情况:252。据美国国家气象局的罗伯特·凯斯（Robert Case）表示，这些因素共同影响，导致撤离的总人数创下了新纪录。部分撤离人员前往内陆拜访亲友，但还是有许多留在距离相对较近的区域，或是住进酒店，或是进入由学校或教堂改造的避难所:252。虽然气旋的发展历程很不寻常，但地方官员在风暴最终登陆前就已充分知晓其巨大的破坏力量。美国国家飓风中心的飓风专家鲍勃·希兹（Bob Sheets）于8月30日告诫称，艾琳娜“将是场（破坏）超过十亿美元的风暴”。

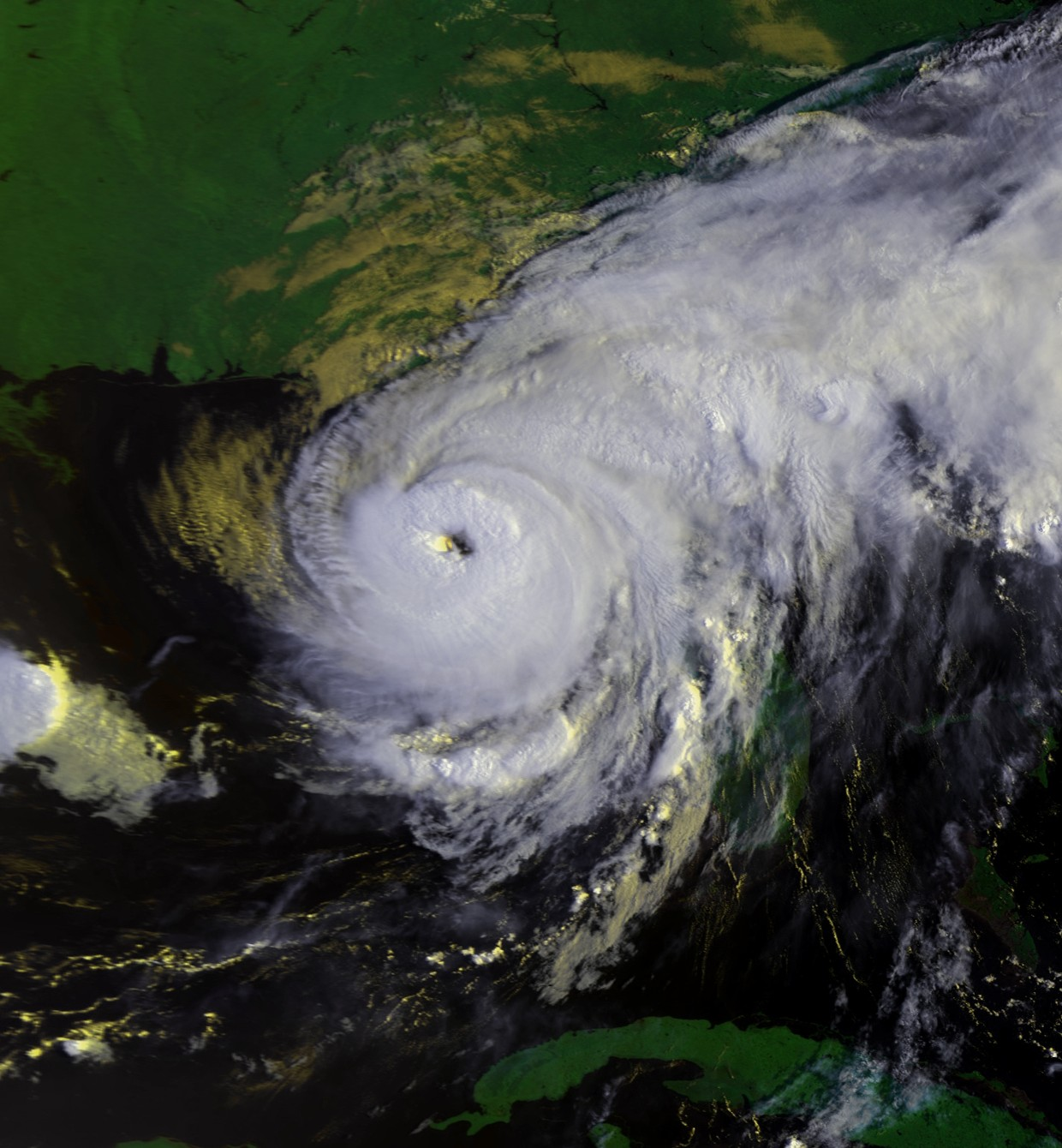
9月1日飓风艾琳娜的卫星图像，之后不久就将达到最高强度并加速向西行进。

飓风刚离开古巴海域朝美国墨西哥湾中部沿岸地区前进期间，路易斯安那州格兰德艾尔到佛罗里达州阿巴拉契科拉之间地区收到了飓风警告。随着风暴的预计行动路径迅速向西挪动，警告也相应向西扩展到路易斯安那州的摩根城，向东延伸至佛罗里达州彭萨科拉:29。近百万居民和游客听从这些公告的建议逃离风暴沿线地区:252。墨西哥湾北部海域石油平台的工作人员早在8月29日就开始撤离。路易斯安那州、密西西比州、阿拉巴马州和佛罗里达州州长于8月30日宣布全州进入紧急状态。大批市民争相前往商店采购应急物资，同时加油站前也是人潮涌动。面对迫在眉睫的危险，许多企业和商户暂时关闭，并对建筑物加固，墨西哥湾沿岸地区有许多学校取消了课程。新奥尔良居民对这场被称为20年来首次严重飓风威胁的风暴感到特别厌烦，该市及周边地区曾在1965年受到飓风贝齐引发的灾难性洪水打击。密西西比州因人口大规模出走导致多条重要道路车流非常拥挤，例如从西向东的90号美国国道就出现了这样的情况。当时的佛罗里达州州长鲍勃·格雷厄姆（Bob Graham）于8月30日动用了250名国民警卫队员帮助提高疏散效率，并表示还有另外1600人处于待命状态。到了这个时候，已有充分迹象表明艾琳娜的行动路径将比起初的预计更偏东面，因此防灾的关注重点也转移到了墨西哥湾东部沿岸地区。路易斯安那州格兰德艾尔以西沿海地区的飓风警告予以中止，生效区域相应向东延伸到佛罗里达州的阿巴拉契科拉:30。
到了8月30日晚上，艾琳娜已经突然向东转向，墨西哥湾北部沿岸大部分地区的飓风警告均已中止。之前从路易斯安那州到佛罗里达州西北狭长地带最西面4个县撤离的居民也随着避难所关闭陆续返回家园:30。根据风暴新的行动路线，所受威胁最大的区域向东转移到佛罗里达州西北狭长地带的其他地区和佛罗里达半岛西部:252。州长格雷厄姆为此在8月30日晚建议坦帕以南地区进行疏散:30，还在凌晨向另外10个县发出强制撤离令，受到影响的居民有57.3万人:252。8月31日，格雷厄姆建议生活在15个内陆县易受影响区域的居民转移到更安全的地点。为了应对飓风的威胁，之前已处于待命状态的国民警卫队员获派前去阻止人们进入某些区域，另外又有3000人进入待命状态。
皮尼拉斯县的大圣彼德斯堡地区有32万人在风暴来袭前撤离，创下全美单个县撤离人数的新纪录。大批的风暴难民给各种设施和公路造成压力，偶发事件几率也大幅上升。需要离开家园的人数远远超出皮尼拉斯县避难所的承受能力，全部30万或更多数量的难民中只有12万进入避难所躲避。尽管如此，官方避难所的使用率仍高于平均水平，这可能是因为在有限的时间里，人们难以联系亲朋好友做出妥善安排，也可能是人们充分利用现有资源的意识有所提高。风暴过后进行的电话调查表明，皮尼拉斯县的撤离令依从率高达90%:36，整个疏散过程只用了9个小时，远低于预计的15小时。佛罗里达中西部沿海地区的120多个避难所中共计有超过20万人前来躲避，难民的情绪随着时间的推移变得不安起来。包括食物在内的多种物资开始出现不足，许多人打算忽视撤离令提前回家。飓风艾琳娜的威胁还引发了对医院和疗养院病人史无前例的大规模转移。坦帕综合医院撤离了84%的门诊病人，皮尼拉斯县还有另外4所医院和19家疗养院全部撤离。共计有近2000名疗养院病人转移到了安全地点，这一过程中虽然面临着时间紧迫和人员短缺的问题，但还是取得了成功。
9月1日晚，风暴开始向西回转，飓风警告生效范围又重新向西延伸至路易斯安那州格兰德艾尔:253，而佛罗里达半岛西海岸的警告也相应中止。到地方官员解除疏散令时，仍然留在避难所的灾民数量已因急切和焦虑大幅降低。共有54.5万人接到了撤离的命令，其中佛罗里达州西北狭长地带约25万人，阿拉巴马州17.5万人，密西西比州7万人，路易斯安那州5万人。新的一连串撤离令影响了数十万居民，这些人中又有许多已在数天前被迫离开过一次，部分极端情况下甚至只有一天的喘息时间。根据州长格雷厄姆办公室的记录，风暴期间佛罗里达州的疏离人数一度达到125万，路易斯安那州警察部门估计该州的这一数字也有40万左右。总计有近200万人因这场风暴而撤离。

## 影响
据大西洋海洋学和气象学实验室飓风研究部的记录，艾琳娜给佛罗里达州、阿拉巴马州和密西西比州带去了达到三级飓风强度的狂风（大于或等于每小时179公里）。美国红十字会的报告称这场飓风摧毁了数百套单户型住宅，另有超过1.7万套受到一定程度的破坏；数以千计的移动房屋、公寓和共管公寓受损或彻底被毁。美国国家飓风中心的一位预报员认为，受飓风影响最为严重的当属阿拉巴马州多芬岛和密西西比州帕斯卡古拉及其周边地区。路易斯安那州、密西西比州、阿拉巴马州和佛罗里达州的大面积地区都受到了相当严重的破坏，并且向西远至德克萨斯州卡梅伦县南帕诸岛（South Padre Island），向北直至肯塔基州都受到了风暴的摧残。艾琳娜在墨西哥湾及4个州内共计夺走了9条人命，飓风沿途有134人需入院治疗，其中许多都是因风暴导致的压力所致。大片地区受到停电的困扰，影响了约55万电力用户。根据美国国家气候数据中心的统计数字，全美共计遭受了13亿美元（1985年美元，相当于2025年的38億美元）的经济损失。
除了陆地外，气旋也对海上作业构成冲击。8月29日，公海上的一艘货轮从飓风中心附近经过，两个未能固定好的集装箱发生碰撞，一人被当场撞死:255。停靠在佛罗里达州彭萨科拉近海的一个艾克森公司石油平台被狂风从系泊处扯下，到9月2日时已不知所踪，之后经海岸警卫队的飞机发现时已经飘移了23公里远。整个石油平台共有8条锚固线缆，艾克森公司在其中两条线缆因海浪汹涌而崩断后撤离了所有工作人员。另外还有4个海上石油平台受到破坏:D-16，一条150毫米规格的石油管道在飓风期间断裂，估计造成了约160万美元（1985年美元，相当于2025年的468萬美元）的损失:D-10。
整场飓风造成的损失中有相当一部分来自东部墨西哥湾牡蛎产业，特别是阿拉巴马州近海和阿巴拉契科拉湾（Apalachicola Bay）地区。飓风给阿巴拉契科拉湾带去狂风和中到大雨，还引发了强烈的潮汐，搅起大量的淤泥，导致多达90%的生蚝窒息而死，并且基本上摧毁了大部分重要的收获点:D-20。商业采收暂停至1986年5月才恢复，因为直到这时阿巴拉契科拉湾东部的一些珊瑚礁才能够维持牡蛎采收。较低的天文大潮放大了水中剧烈颠簸的影响。成千上万依靠阿巴拉契科拉湾牡蛎产业谋生的人士很快发现自己开始面临挣扎求生的困境，其中两个主要珊瑚礁的产量损失估计就达到3000万美元（1985年美元，相当于2025年的8771萬美元）以上:D-20。阿拉巴马州近海的所有主要珊瑚礁都受到了这场飓风的影响，产量最高的几乎被完全摧毁:D-10。到了11月，飓风凯特又给这一情况雪上加霜，美国国家飓风中心称该飓风对一些牡蛎养殖场打出了“最后一击”。

### 佛罗里达州

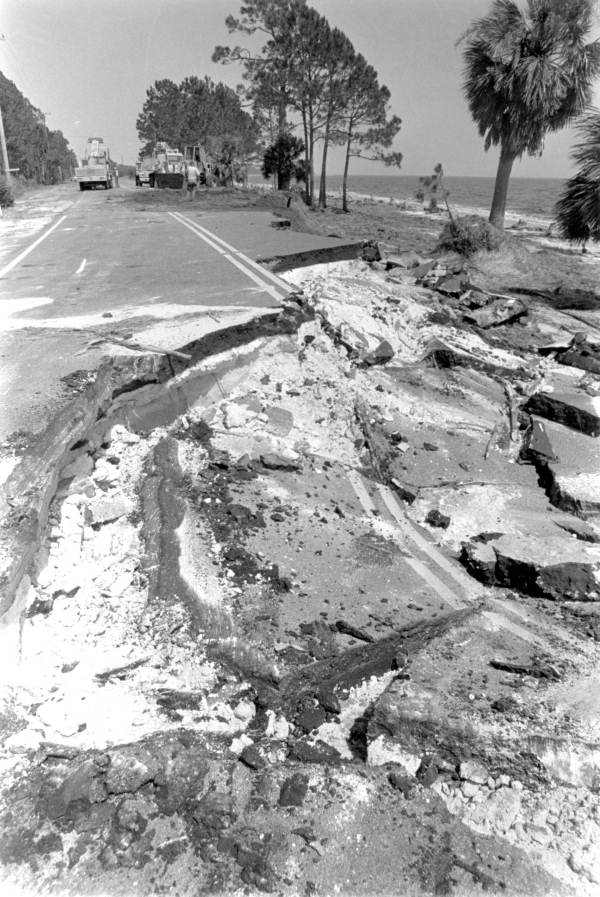
多条沿海公路受到飓风产生风暴潮的严重破坏，这条佛罗里达州墨西哥湾沿岸的公路就是其中一个典型例子。

8月28日晚到29日清晨，风暴开始对佛罗里达州产生影响。基韦斯特位于仍在继续增强飓风的东侧，记录下的阵风时速超过80公里，还伴随有46毫米降水，潮水也高于正常水平。斯马瑟斯海滩（Smathers Beach）有多艘船只被冲到岸上。佛罗里达礁岛群的其它岛屿和整个佛罗里达半岛南部都出现了类似的恶劣情况，向东远至迈阿密地区都受到了时速100公里阵风和中等程度降水的影响。8月31日，偏东风令佛罗里达州大西洋沿岸浪高上涨，西棕榈滩的平均海水面有1.6米，杰克逊维尔则达到3.2米:6。
飓风的外围雨带从8月30日早上就开始给佛罗里达州北部部分地区带去狂风，并且这时阿巴拉契科拉附近地势较低的海岸线已经开始有洪水泛滥。之后的几天里，艾琳娜在近海蜿蜒移动，给该州带去持续的大风和中等程度降水。许多地点的累积降雨量超过250毫米，最高的跨城达到398毫米，阿巴拉契科拉也有287毫米；更偏南面的坦帕地区降水较少，克利尔沃特的降雨量超过130毫米；远离飓风中心的佛罗里达州东北沿海部分地区也出现大量降水，杰克逊维尔的局部最高降雨量有268毫米。不过考虑到这场风暴的持续时间较长，这样的降雨量总计仍然说明艾琳娜相对而言是一个比较干燥的气旋:16。人们起初曾期望飓风能帮助缓解佛罗里达州南部内陆地区的大规模旱情，但这些区域的降雨量总体上来说仍微不足道。
佛罗里达海岸向南直至萨拉索塔都出现了中等程度风暴潮，大部分高于正常水平0.91到1.83米，并且持续时间比较长，范围也很广。阿巴拉契科拉所记录下的风暴潮高达3米，是这场飓风引起风暴潮最高的所在。许多海滩因水位升高和强烈海浪的共同影响而受到严重侵蚀。海边的许多民房被潮水摧毁，大量沿海建筑和设施，包括码头、堤道、桥梁、海堤和地势较低的道路都受到严重破坏:253。多个大型渔业码头部分或彻底被毁，锡达礁的城市码头和印度岩石海滩很受欢迎的460米长垂钓码头都被飓风摧毁。印度岩石海滩垂钓码头的碎屑朝北面的克利尔沃特水道飘流，并堆积在比尔艾尔岸沿线的私人海滩上。
风暴产生的最强风速总体上保持在开放海域上空，不过还是有多个沿海城市和屏障岛受到强烈阵风的冲击:12。最强烈的狂风主要集中在两片沿海区域，分别是锡达礁到克利尔沃特，以及阿巴拉契科拉到彭萨科拉:12。根据正式报告的数据，锡达礁的阵风时速有121公里，克利尔沃特也有近110公里，到了9月2日，佛罗里达州西北狭长地带沿线的彭萨科拉阵风时速达到140公里，持续风速超过80公里。有估计称富兰克林县的风速高达每小时201公里，但这一数据没有得到官方证实。艾琳娜的影响并不局限于沿海地区，例如塔拉赫西就有约50辆汽车被倒塌的树木砸伤:253。

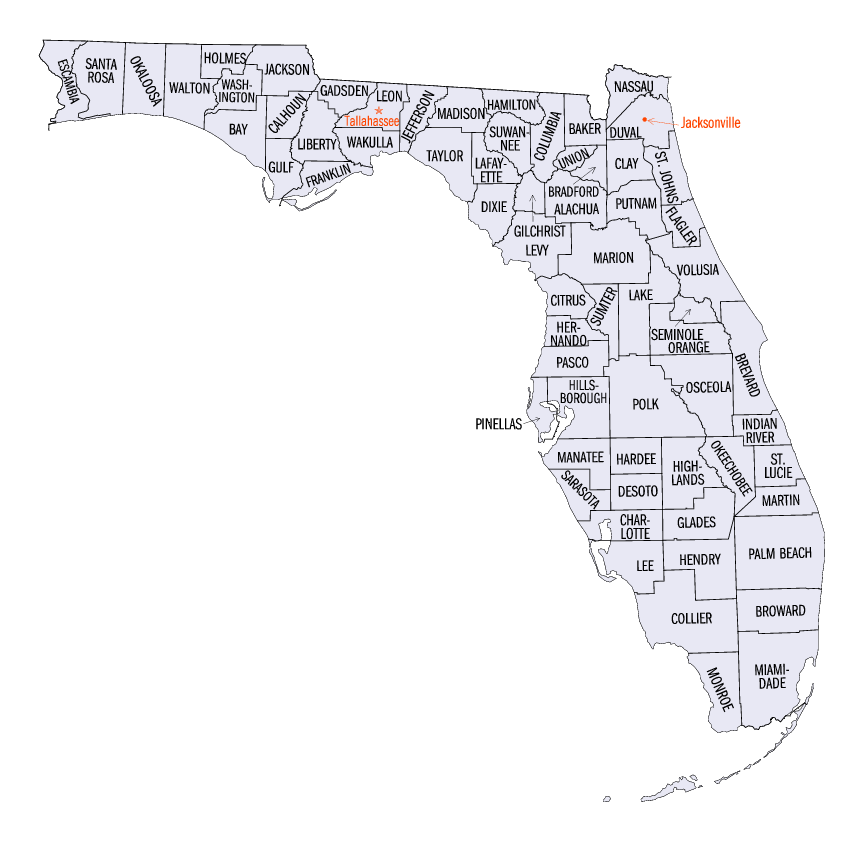
佛罗里达州县份地图：点击放大。

虽然飓风艾琳娜始终没有越过佛罗里达州海岸，但其与陆地间的相互作用还是对该州西部海岸的大片区域构成了影响。皮内拉斯县及周边地区沿海连续数天都在刮南风或西南风，产生了持久的陆上气流，导致海上波涛汹涌。8月31日，克利尔沃特附近的浪高达到2.5米，海浪周期为13秒:6, 18。风暴过后的一项研究表明，艾斯康比亚县、湾县、富兰克林县和皮内拉斯县平均每线性英尺海岸线因侵蚀作用而损失了约7.65立方米的沙子。帕斯科县、赫尔南多县和西特拉斯县沿线海岸以湿软沼泽为主，所受侵蚀和结构破坏要有限得多，这部分是因为当地的风向为南风或东南风。
一些海滩和小岛因这场飓风而出现了几乎永久性的改变。例如皮内拉斯县南部小岛诺斯邦西斯礁（North Bunces Key）就在风暴中失去了大部分植被，并且过于强烈的冲刷还把岛的南部从原本的位置移动了100米之多。卡拉帝斯岛出现了更为显著的变化，1921年的一场飓风将一个屏障岛分成两半，卡拉帝斯岛就是其中之一，中间以一条新的水道分隔。艾琳娜改变了海滩的宽度，令该岛南面的水道变得更宽，水湾也成为水道中占主导地位的组成部分，而原有的达尼丁水道（Dunedin Pass）则在飓风过后的几年里完全被沙子填充起来，克利尔沃特海滩因此与卡拉帝斯岛直接相连。艾琳娜还形成了一个名为“威利的切口”（Willy's Cut）的新水湾，这个水湾一直到1991年才消失。1994年，官方针对以人工方式重新开凿达尼丁水道的工程量和成本收益比进行了研究，最后考虑到疏浚成本高、持续维护难度大而决定放弃。

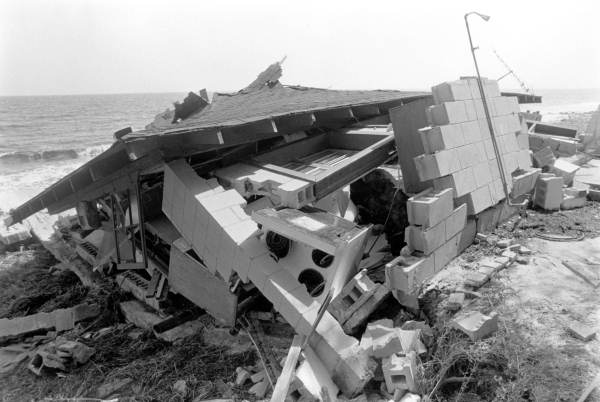
佛罗里达州一幢被飓风彻底摧毁的房子。

飓风将坦帕湾的两艘驳船从其系泊处扯下并一直吹到甘迪大桥上:253，该桥受到的损伤程度不明。整个地区有多条街道被上涨的洪水淹没，多艘船只被冲到岸上，沿海还有许多民房被毁。地势较低的锡达礁北部出现了超过2.7米的风暴潮:253，该岛及其西北面的阿利盖特波因特（Alligator Point）的风暴潮达到25至30年一遇水平，其它地区也属十年一遇:2。锡达礁的洪水上涨到有2.4米深，积水上还有0.61米高的浪头。建筑物所受到的破坏程度很大程度上取决于其结构类型，海拔较高，建成年代不久的建筑物表现要比较矮的老旧建筑好得多。海滨餐馆特别容易受到影响，一家餐厅有多扇滑动玻璃门被刮风刮破，潮水立即涌入其内部:6。飓风还切断了锡达礁仅有的桥梁，该市与外界的交通中断，许多市民受困。佛罗里达州交通运输部匆忙对桥梁进行修整令其勉强可以通行，以便营救受困人员。飓风还破坏了其他多条道路，24号州道有23米路段被毁。整个锡达礁单财物损失估计就达到200万美元（1985年美元，相当于2025年的585萬美元），当地所有类型的主要基础设施都受到了严重影响，许多居民为此有一段时间没有返回岛上的家园，至少有34户民宅或企业受损甚至被毁。
皮内拉斯县是全州受这场飓风破坏程度最为严重的地区之一:12。有超过50万居民在风暴期间失去电力供应。44套独户住宅被毁，另有31套受损，许多共管公寓、联排别墅和商业建筑受损或被毁。有近4.3公里长的沿海防水墙损毁到无法修复的程度，另有3.46公里受到轻度破坏:13。大部分受到影响的海堤都没有经过有效加固或存在严重降解:7。以更高标准建设的海堤总体上完好无损，但即便是在这样的情况下，墨西哥湾还是有许多海水冲过海堤，将大量的沙子沉积在海堤后方:8。皮内拉斯县共计受到了约100万美元（1985年美元，相当于2025年的292萬美元）的经济损失。

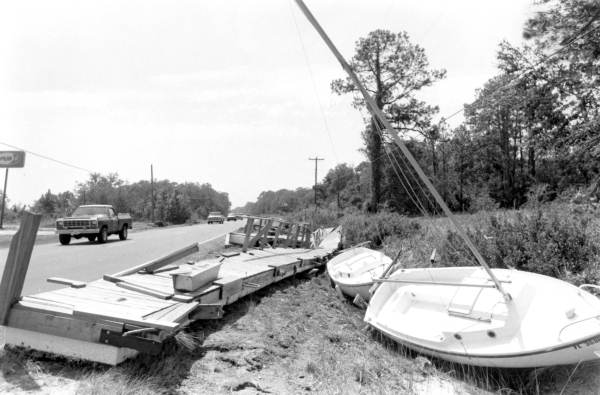
风暴把海上的垃圾和杂物带到了陆地上，如小型船只和码头的碎片等。

艾琳娜的行进轨迹与阿巴拉契科拉到彭萨科拉海滩之间的佛罗里达西北狭长地带海岸线平行，给这些地方造成了特别严重的影响，导致了严重的财产损失。阿巴拉契科拉有多幢大型建筑的屋顶被狂风撕开，佛罗里达州自然资源部的数据显示富兰克林县有20套住宅和一幢社区建筑受损或被毁:15。该县海滨及包括多格岛（Dog Island）在内多个岛屿上的建筑物普遍出现了结构失效的严重问题，不过这其中大部分的建筑质量都不是很理想:8。全县有数英里长的道路受到严重破坏，还有约800米的防水墙被毁:15。通往圣乔治岛（St. George Island）的堤道因海堤高度不够导致关键部分受到侵蚀，堤道因此坍塌:8。艾斯康比亚县受到了约200万美元（1985年美元，相当于2025年的585萬美元）的破坏，佛罗里达州西北狭长地带其他大部分地区的建筑破坏程度有限，但彭萨科拉地区还是有10万人家中停电。湾县圣布拉斯海角（Cape San Blas）南端的地貌也因这场风暴而改变。飓风毁掉了老鹰的巢穴，造成淡水鱼死亡，还对圣文森国家野生动物保护区和圣马克国家野生动物保护区的其他种类野生动物构成冲击。圣乔治岛和蜜月岛也受到一定程度影响，但程度上虽仍相当可观，但还是不及其它多个保护区严重:D-21。98号美国国道在这一地区紧挨海岸线延伸，共有20余处路段受到破坏，需要进行大规模的修补。
热带气旋在进入陆地上空后通常会产生风切变，并增加大气层的不稳定性，气旋强度也相应减弱，其中内嵌的超级单体和雷暴可以产生龙卷风。这些龙卷风通常强度较弱，并且持续时间短，但仍然能够造成巨大的损失。飓风艾琳娜的中心位于墨西哥湾上空期间，其环流东翼在佛罗里达州中部催生出多场龙卷风:17，其中一场于9月1日袭击利斯堡以东附近地区，摧毁了64套单户住宅和移动房屋，另有118套受损，还导致7人受伤，但都没有生命危险。当天晚些时候又有另一场龙卷风在利斯堡市中心着陆，但造成的破坏程度要小得多。附近的马里昂县因龙卷风活动导致6套移动房屋被毁，另外50套住所受到影响，经济损失达到50万美元（1985年美元，相当于2025年的146萬美元），幸运的是没有报道出现人员重伤或死亡。卡纳维拉尔角肯尼迪航天中心39号发射复合体也受到一场强度较弱的龙卷风袭击，正在准备处女航的亚特兰提斯号航天飞机附近有两辆车受到影响:254。新里奇港的一场龙卷风将至少一幢建筑物的屋顶撕开，还刮倒了多棵树木，此外，萨姆特县也出现了龙卷风活动:254。
这场飓风直接导致佛罗里达州一人遇难，另间接造成两人丧生。戴通纳海滩有一棵树倒在停泊的汽车上，车上一人伤重不治。这棵树倒塌的确切原因不明，可能是因闪电击中或是持续时间很短的龙卷风影响:254-255。另外还有两人因心脏病发去世，其中一人当时在家中安装风暴窗板，另一人正在指定的避难所中躲避。

### 阿拉巴马州

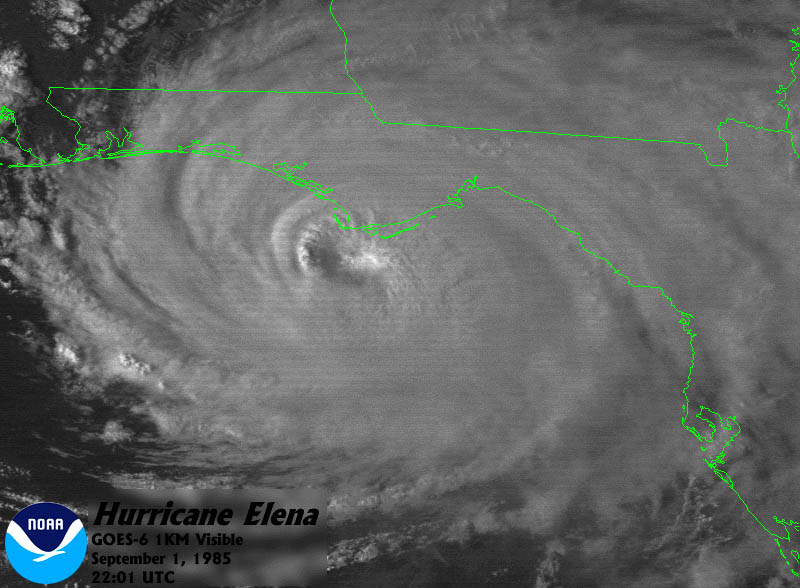
9月1日飓风核心的卫星图像，风暴此时正向西推进。

艾琳娜加速朝墨西哥湾进发期间，其中心从阿拉巴马州内陆以南约50公里海域经过，对该州近海岛屿和两个县的沿海地区构成影响。与飓风风眼距离要近得多的多芬岛上阵风时速估计达到了210公里，这也是风暴在陆地上产生的最高风速，强到足以刮断数以百计的大松树。该岛上的风暴潮有2.6米高，引发了严重的洪灾，全岛都受到强烈的冲刷:28，但降雨量却只有76毫米。
多芬岛的位置接近风暴中心，是阿拉巴马州所受破坏最为严重的地区。该岛在飓风过后立即对外界封闭，这减缓了损害评估工作的进展。此外，风暴还切断了电源供应和电话线路。风暴过后进行的调查结果显示，岛上的结构性破坏存在一定规律：有大量繁茂树木的东部几乎没有受到影响，受到破坏的主要是岛的西部以及暴露在强烈东风下的沿岸地区:78, 80。在最严重的情况下，整套架空民房都从桩基上扯了下来并卷入墨西哥湾，非正式统计称岛上有50套民房是这样被毁，不过通常只有那些建筑质量欠佳的建筑物才会出现这种整幢倒塌的情况:78, 80。整场飓风共计摧毁了多芬岛上的190套民宅，占总数的25%，另有235套受到严重破坏。一份早期估算认为岛上共计遭受了3000万美元（1985年美元，相当于2025年的8771萬美元）的损失，但这一数字没有得到官方证实。
阿拉巴马州内陆的风速显著降低，莫比尔记录的持续风速超过每小时80公里，阵风时速则有135公里:28。风暴行进的角度使大陆沿线近海出现狂风，这使得沿海水位不至于太高，同时狂风转移到陆地上空后潮水也不会太强:23-24。飓风产生的狂风对农作物构成严重影响，有360万公斤美洲山核桃毁于一旦，大豆也减产了10%。艾琳娜来袭期间，许多农场还处于1979年飓风弗雷德里克沉重打击的恢复期:28。
鲍德温县和莫比尔县沿海地区的海滨建筑和设施受到大浪的影响，其中单损毁的道路就需要71.5万美元（1985年美元，相当于2025年的209萬美元）来加以修复:D-19。沿海地区受到严重而大范围的侵蚀，多个岛屿和小型半岛也存在这一情况。更为内陆的地区所受影响总体上局限于树木倒塌，输电线缆中断:28。风暴摧毁了格尔夫海岸的城市浮桥，其重建成本估计有近30万美元（1985年美元，相当于2025年的87.7萬美元）。阿拉巴马电力的报告显示有多达10万用户受到停电影响。根据美国保险信息协会的记录，阿拉巴马州共因这场风暴遭受了约1亿美元（1985年美元，相当于2025年的2.92億美元）的破坏。估计该州有300套民房被毁，另有1345套受到不同程度的破坏:28。

### 密西西比州
艾琳娜在密西西比州海岸登陆，当地所受影响主要来自时速超过190公里的强烈阵风。格尔夫波特记录下的阵风时速达195公里，帕斯卡古拉185公里，比洛克西140公里:15。另外还有多个气象站记录下每小时超过140公里的持续风速。该州出现的降水仅限于风暴南部和西部地区，这点与气旋较为干燥的特点相符。格尔夫波特的降雨量超过110毫米，而纳奇兹则刚刚超过75毫米。格尔夫波特和比洛克西的一些街道在风暴期间被淹。海岸沿线潮水最高的情况要比正常水位高1.8到2.4米:16，帕斯卡古拉和海泉市的潮水比平均水平高2.4米。阿拉巴马州还在风暴期间记录下了低于正常水平的潮汐水位，例如格尔夫波特的验潮站就在9月2日清晨记录下低于平均水平1.7米的潮水水位，不过之后又很快上涨到高于正常水平1.66米:23-24。帕斯卡古拉的气压在风暴中心逼近前就下跌得如此之快，以至于汽车的窗户都开始破碎:254。当地的气压表降到了953毫巴（百帕）的最低值，这是艾琳娜在陆地上产生的最低气压纪录:17。

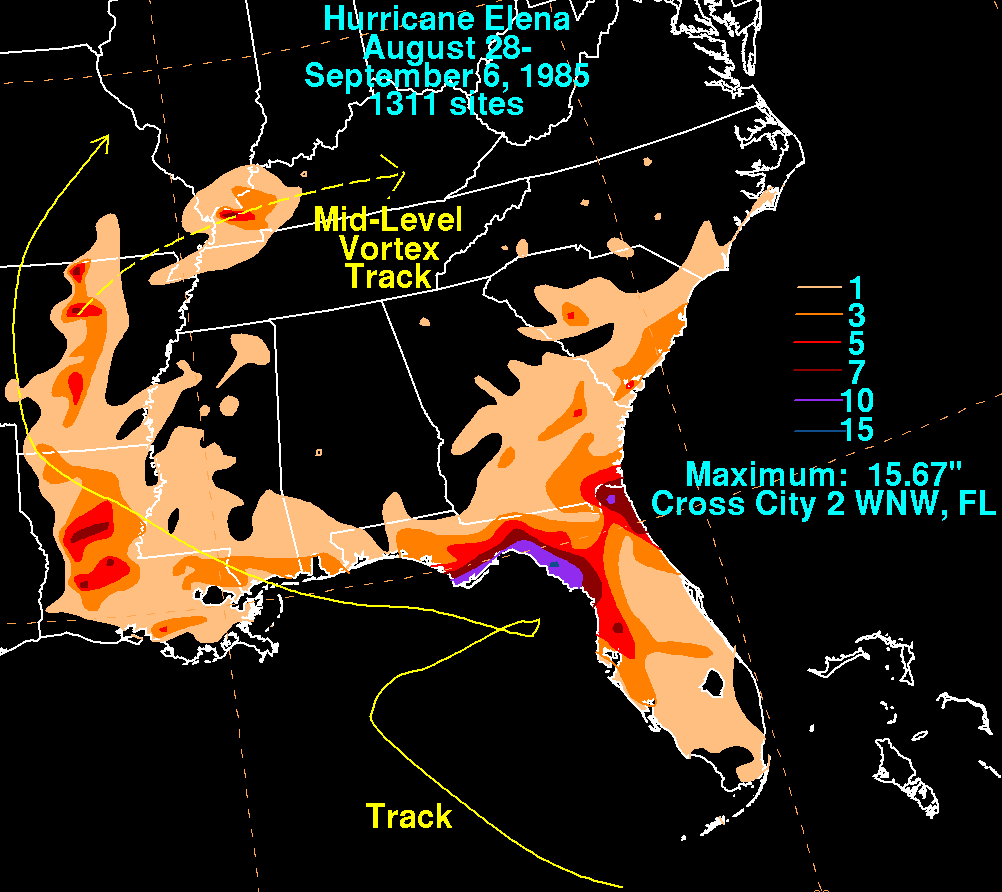
艾琳娜产生的降水分布。黄色实线，标有“Track”字样的是风暴路径，右侧的图例表明颜色越深的地方降雨量越高（数字单位为英寸），其中最高的是佛罗里达州跨城。图片上方有风暴名称和影响持续时间（1985年8月28日至9月6日），黄色虚线是中层旋涡的行进路线。

从海岸线向内陆延伸约64公里范围内的地区受灾最为严重，特别是在帕斯卡古拉地区及其周边城镇。杰克逊县的大部分学校都受到狂风摧残，更为具体地来说，帕斯卡古拉的所有学校都受到一定程度的结构性破坏。海泉市的学校一共遭受了300万美元（1985年美元，相当于2025年的877萬美元）的损失:50，据报道称，该市在飓风过后的整体状况比之前飓风弗雷德里克和飓风卡米尔的情况相比有过之而无不及。艾琳娜摧毁了海泉市的20套房屋和两家超市，市内每个街区都有多幢建筑物的屋顶因树木倒塌而出现严重损伤。附近的戈蒂埃（Gautier）有两家购物中心被毁，这可能是由持续时间很短的龙卷风所致。当地一位消防队长在风暴刚过去后表示，自己还没发现城里有完好无损的建筑物。整个社区基本上与外界隔绝，并且食品、汽油和洁净的水都开始出现短缺。帕斯卡古拉的初步报告也表明该市的绝大部分或是所有建筑物都受到了破坏，全市几乎所有的企业都受到严重破坏，以至于风暴过去时，没有任何一家能够恢复生产运作。密西西比紧急事务管理署在风暴过后进行的一项评估显示，该州3个沿海县中有近1500家企业受到持续性的破坏，其中单杰克逊县就有超过900家。
哈里森县和汉考克县总体上所受影响虽不及沿海地区严重，但仍然遭受了大范围的破坏。格尔夫波特因供电线缆中断引发火灾，大火还得到破损的天然气管道助势。道路上的瓦砾使消防员无法及时赶赴火灾现场，导致灾情进一步蔓延。比洛克西东部也受到了类似的破坏，还有许多建筑物的屋顶被狂风撕开。多个海滨社区陷入一片混乱，大树被连根拔起，地面上到处都是散落的瓦砾，还在包括90号美国国道在内的多条道路上堆积起来。哈里森县的许多学校受到大范围破坏，其中又以格尔夫波特和比洛克西特别严重:49。这些地区的大部分民房都经受住了风暴的考验，当地估计这是场50年一遇的气象灾害，但受到的破坏相对而言还是比较轻。比洛克西沿岸有多幢建筑物受到严重破坏，与之相比，墨西哥湾附近的许多老旧房屋却几乎没有受到什么影响:59。狂风刮倒了高速公路上的大型路标，有些还砸伤了附近的建筑物:72。沿海地区出现海滩侵蚀，还有许多海滨建筑和海滩娱乐设施受损，多个口岸的导航浮标和标志错位，其中有几个只能暂时关闭，等待海岸警卫队检查。较为内陆的珀尔里弗县有350套永久性住房或移动房屋因狂风受损，飓风还像在阿拉巴马州一样，对密西西比州的美洲山核桃和大豆作物以及农场造成严重损失:36。
密西西比州南部出现了多起龙卷风加剧飓风破坏的报道，格尔夫波特的报告表明有三所在艾琳娜来袭期间充当避难所的学校受到龙卷风的袭击和破坏，其中一处安置的近400人不得不在屋顶坍塌前匆忙转移到其他安全地点。另一场龙卷风从一处老年人活动中心擦过，对其中近200人构成威胁，建筑物的门窗和部分屋顶都受到持续性的破坏，约有20人需要医务救援。还有一人可能是因龙卷风导致轻伤，但这场龙卷风的存在没有得到证实。由于负责审查龙卷风报告有效性的专家小组很难找到充分证据表明密西西比州南部的许多破坏是由龙卷风造成，因此经过确认的确是由龙卷风导致的破坏性事件很少:17，专家认为这些地区所受到的大部分破坏都是急风导致，这对强烈的飓风来说司空见惯，还有可能是由局部性的微下击暴流造成:36。当然，这样的结论并不明确，正如比洛克西的一位官员所指出的那样，面对艾琳娜的极端冲击，“你连放在面前的手都看不到，又怎么能分清那到底会是龙卷风还是飓风呢”？任何未经证实的龙卷风拥有的风速都不会超过飓风本身的强度:36。

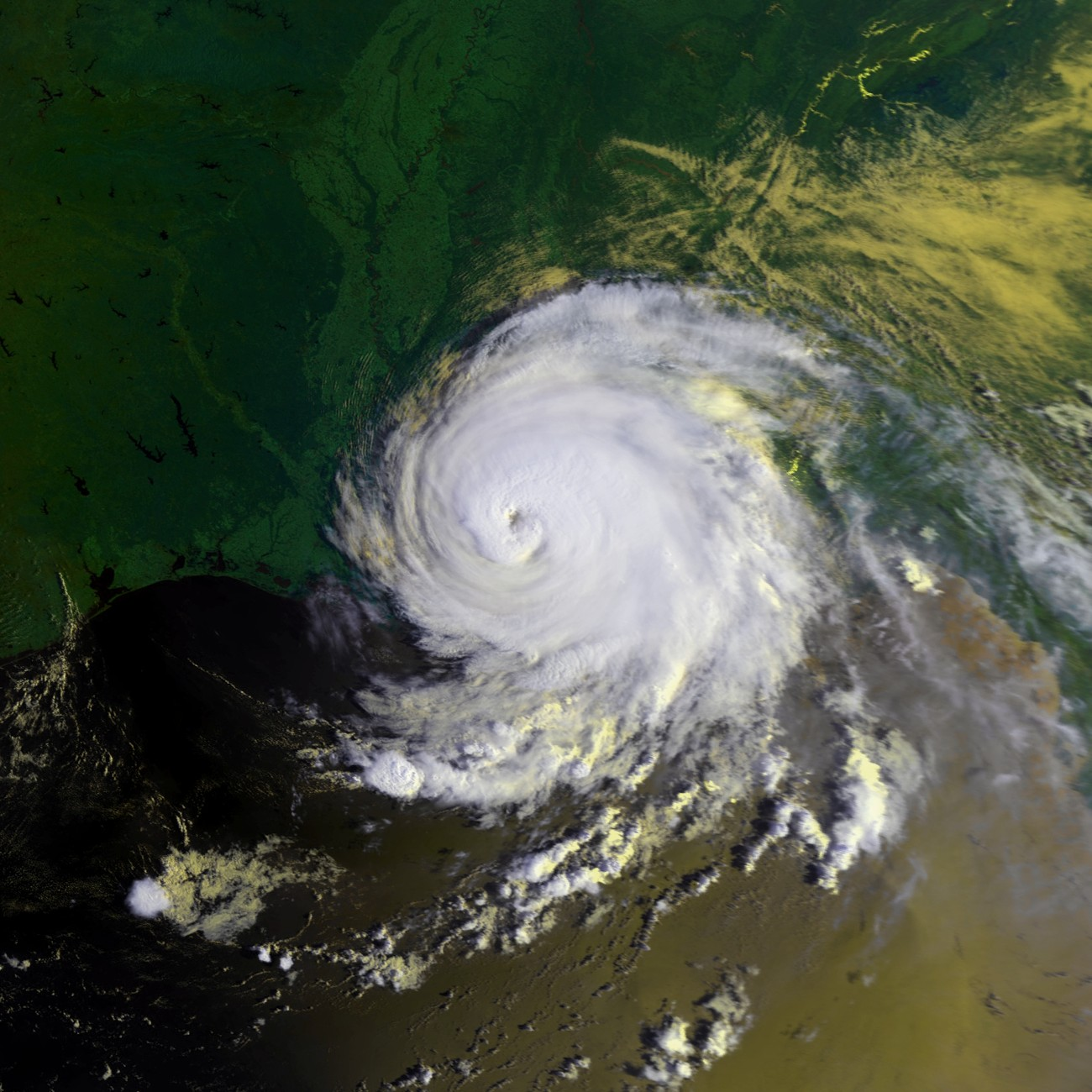
9月2日艾琳娜登陆的卫星图像。

密西西比电力公司有8万客户失去电力供应，杰克逊的12.6万居民中大部分都受到停电的影响。位于帕斯卡古拉的英戈尔斯造船厂因停电及船厂建筑和起重机受到大范围破坏而停产，该州还有另外至少两家造船厂受到这场飓风的破坏:D-12。此外，风暴还迫使帕斯卡古拉的雪佛龙炼油厂暂时关闭。位于高尔夫群岛国家海岸霍恩岛（Horn Island）、海盗州立公园和密西西比州沙丘鹤国家野生动物保护区的多种设施在风暴过后都需要维修，其中保护区内还有一只佛罗里达沙丘鹤的腿部受伤。有30棵海产植株受损，其它的完全被毁:D-12。红十字会估计该州有200套独户住宅被毁，另有1.32万套左右受损，其中1200套程度严重。此外，飓风还摧毁了390套移动房屋，另有2290套受损。全州共计遭受了约10亿美元（1985年美元，相当于2025年的29.2億美元）的损失:36。

### 路易斯安那州
风暴登岸后向西北方向移动，先后两次越过路易斯安那州边界，其中第一次到达了华盛顿堂区，这时其强度属飓风的最低标准，但风力仍足以刮倒数以百计的树木，造成房屋受损，供电线路中断，超过1.5万人家中停电:33。飓风还掀翻了移动房屋，华盛顿堂区的博加卢萨和富兰克林顿各个社区到处都是瓦砾，这里也是该州受打击最为沉重的地区。倒塌的树木致使200套房屋和200家商户受损，其中大部分位于博加卢萨附近:33。
路易斯安那州其他地区的风力为中等强度，庞恰特雷恩湖东北沿岸的斯莱德尔阵风时速约为80公里，因此华盛顿堂区以外地区受到的破坏很小:33。全州共有至少4万电力用户失去供电。位于风暴核心以东的新奥尔良得以幸免，只受到轻度破坏，天气条件也相对温和，不过该市还是出现了轻度洪水，还有许多树枝折断。庞恰特雷恩湖沿岸堤坝经受住了大浪的考验，没有出现起初担心的决堤情况。不过庞恰特雷恩湖堤道还是因情况恶劣被迫暂时封闭。该州共有两人因飓风丧生，圣坦曼尼堂区有一人溺毙，另一人则是死于恶劣天气引发的交通事故。全州经过和未经投保的损失共计价值近1700万美元（1985年美元，相当于2025年的4970萬美元），另外还遭受了50万美元（1985年美元，相当于2025年的146萬美元）的农业损失:33。
艾琳娜给钱德尔勒尔群岛带去了2米或更高的风暴潮。这一群岛是路易斯安那州抵御风暴袭击的重要屏障，经常在强烈飓风的冲击下出现形变甚至萎缩。同年还有飓风丹尼和飓风胡安对这一群岛构成冲击。艾琳娜将钱德尔勒尔群岛的全部陆地质量侵蚀掉了至少20%，甚至可能高达40%，还在群岛上形成了30条明显的水道。群岛部分区域虽然陆地保持完好，但其上的植被却遭受了大面积破坏:D-7:33。艾琳娜和丹尼、胡安还对其它多个屏障岛构成冲击，其中艾琳娜单在格兰德艾尔就侵蚀掉了纵深34米的海滩:D-8。

### 其他地区
飓风艾琳娜产生的降水到达了乔治亚州南部和南卡罗莱纳州部分地区，除了略微缓解当地旱情外没有造成什么影响。风暴在登陆后的几天时间里逐渐减弱，给阿肯色州中部和北部部分地区带去中到大雨，大部分地区的降水在51到102毫米之间，局部降雨量更高，例如芒廷霍姆就达到227毫米，其中单9月4日的三个小时里就高达170毫米。该州南部的克林顿（Clinton）记录下的降雨量有220毫米，但州首府小岩城的降水还不足76毫米。美国国家气象局将艾琳娜列为对阿肯色州影响最大的热带气旋之一，其残留在该州四个县的部分区域引起山洪爆发，温泉城市中心的街道被0.61米深的积水淹没。芒廷霍姆有十户人家因洪水威胁被迫离开家园，还有一位女性在驾车经过溪流上的桥梁时因车被暴涨的溪水卷走而遇难。
肯塔基州西部部分地区降下暴雨，与其相邻的几个州也出现降水，但强度有所不及。帕迪尤卡的降雨量超过200毫米，当地城市街道和和低洼地区被洪水淹没，1.2米深的洪水将汽车淹没到窗口位置，还侵入了40户民房、多家企业、一间酒店和一所高中:32-33。一些地方需进行局部性的疏散，还有部分路段需要封闭，一人在涉水渡溪时被水卷走，幸获他人救援才成功生还。约有1万电力用户在风暴期间经历了短时间的停电。该州为因飓风导致无家可归的人士开设了避难所，但前来寻求帮助的人很少。
艾琳娜尚在形成阶段时就给古巴、巴哈马和伊斯帕尼奥拉岛部分地区带去降水和雷暴。飓风形成后又在远至德克萨斯州的南帕诸岛海岸产生了强烈的离岸流，导致劳动节周末期间有两位泳客溺亡，两人均是该州男性居民。

## 善后
飓风艾琳娜产生了多方面的影响，这其中不仅是因为风暴造成了严重的破坏，还因为其行进路径的不可捉摸以及由此引起的大规模防灾准备工作:255。由于风暴造成了重大损失，其名称“艾琳娜”（Elena）也于1986年春从大西洋风暴命名名单上退役，以后永远都不会再在北大西洋热带气旋命名时使用。用来取代的新名称是“埃里卡”（Erika），于1991年大西洋飓风季期间首度使用。

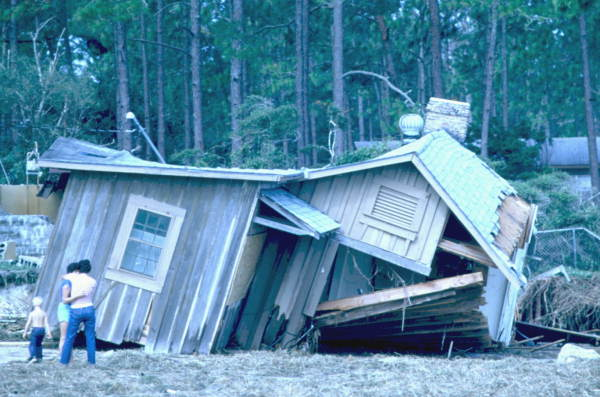
数以千计的家庭因房屋无法居住而需要临时住房援助。

### 佛罗里达州
美国总统罗纳德·里根在到访佛罗里达州后于9月12日宣布该州四个县成为联邦重灾区。富兰克林县、莱维县、马纳提县和皮内拉斯县共有5000人失业，这些地区的居民可以获得包括临时住房、重建家园的低息贷款和货币补贴在内的联邦援助。四个县都开设了救灾中心，以便联邦、州和志愿者机构可以集中在这里开展救灾工作。里根之后还宣布希尔斯波罗县、瓦古拉县和迪克西县为联邦灾区，佛罗里达州可以获得联邦援助的县也就此达到7个。全部7个县的居民申请联邦或州政府援助的最后期限定在这年的11月12日。包括德士古、埃克森和杰西潘尼在内的多家大型企业主动联系灾区客户，表示他们如果因这场风暴蒙受了财政上的损失，那么将可以在月度账单上做出一些特殊的安排。虽然只有很少数量的客户就此接受了援助性质的优惠措施，但这些公司的做法还是得到了非常积极的反响。
风暴过后的几天时间里，锡达礁的居民被禁止返回家园，受狂风和洪水冲击的商店开始进行维修，道路上堆积的瓦砾也得到了清理。市内基础设施逐步恢复正常，这一期间救灾人员还用卡车运来了移动厕所和干净的水。锡达礁曾于1984年初退出了国家水灾保险计划，市民因此无法为其财产购买洪水保险。飓风艾琳娜过后，该市议会经一致投票通过重新加入该计划。由于游客对灾区的受损程度感到担忧，一些地区的旅游业因此遭受重创，从1984年10月到1985年10月，皮内拉斯县的游客人数下跌了13%，这标志着通常要到劳动节周末后才结束的“旅游旺季”也提前中止，旅游消费也相应下跌。
风暴过后，各地居民以镇为单位逐渐获许返回家园。获许回到自己的社区后，许多人无意中到达了那些尚未准备好迎接市民回归的区域，这给初期的清理工作带来了危险。皮内拉斯县为此提出了新的法律，规定将来有灾害发生后，市民返回的市政决策需统一制订。这些法律中还规定，城市重新开放的负责人将由之前的地方官员改为县警长。这一提议遇到了很大的阻力，但县委员还是将其批准，给予在任警长推翻市政疏散令的权力。此外还有提出法令禁止在紧急情况期间销售包含酒精的饮料。飓风艾琳娜来袭期间，一些个人在避难所中醉酒并造成混乱，还有些人拒绝离开飓风聚会，给疏散工作带来阻碍。
为了帮助阿巴拉契科拉湾贝类养殖业的复苏，政府颁布并落实了监控收成的特殊规定，并拨款200万美元（1985年美元，相当于2025年的585萬美元）用于灾后恢复。其中部分资金用于雇佣失业的牡蛎捕手重新填充重要的珊瑚礁。佛罗里达州政府还拨款对遭受重创的海鲜产业从业人员进行必要的补助。对因这场风暴失业的贝类产业工人提供的帮助在飓风过后持续了数月之久，塔拉赫西当地音乐家于1986年1月举办了一场慈善音乐会，为富兰克林县的牡蛎从业人员家庭募捐。
9月1至2日，墨西哥湾沿岸多家企业向佛罗里达电力公司求助，请该公司帮助恢复17万客户的电力供应。到了9月4日，除圣乔治岛外其它所有地区的供电都已恢复，该岛则预计还需再过几天才能恢复。佛罗里达州在风暴过后不到一个月就颁布了新的沿海建筑法规，因此房屋严重受损的业主在重建家园时必须根据新的建筑标准施工。新的规定要求住建部门在批准损毁建筑重建前，需要对房屋之前的历史情况以及周边的建筑物进行更加充分和严格的研究审查。州长格雷厄姆起初还曾建议损毁程度超过一半的房屋先不要重建。飓风艾琳娜过境数年后，恢复工作仍然在小范围进行，例如皮内拉斯县印度岩石海滩的沙滩补充工作就是从1990年夏季开始。

### 美国墨西哥湾中部沿岸地区
多个州的电力公司派出工作人员前往受灾最严重的墨西哥湾沿岸地区帮助恢复供电。阿拉巴马电力的大部分客户都在风暴过后24小时内恢复了电力供应，但多芬岛需要到较长的一段时间后才得以恢复正常。9月4日，路易斯安那中部电力公司客户的供电已全面修复。阿拉巴马州的两个沿海县于9月7日成为联邦灾区。小型企业管理局和美国农场主住宅管理局提供了特别贷款援助，其中后一个机构的主旨是帮助因这场风暴受到损失的那些种植美洲山核桃和其他作物的农民。
密西西比州州长威廉·阿兰（William Allain）派出500名国民警卫队员与200位执法人员联合起来，希望能把该州沿海地区的犯罪率降至最低水平，还在多个城市实行宵禁。9月4日，总统里根宣布密西西比州的沿海多个县为联邦重灾区。联邦紧急事务管理署估计该州有多达3000户家庭流离失所，被迫到处寻找合适的临时住所。小型企业管理局共批准为受损企业业主提供了50万美元（1985年美元，相当于2025年的146萬美元）特别贷款。密西西比电力公司的供电系统受灾最为严重，因此电力的恢复进展缓慢，到了9月5日，全部8万用户中仍有5万无电可用。
截至9月5日，救世军、红十字会等组织已经向密西西比州无家可归的灾民提供了10万顿膳食，联邦食品库存也已运抵该州发放给风暴灾民。尽管如此，受灾最严重的地区仍然开始出现包括食物和冰块在内的多种资源短缺，重新开张的少数几家商店和加油站前再度排起了长龙。随着供应的日益减少，救世军不得不从地区内的其他地点调来食物发放给灾民。飓风过后的几天里，哈里森县因心脏病致死的案例也出现明显上升。